# Henrik Sørensen (xylograf)
 Der er flere personer med dette navn, se Henrik Sørensen.
Henrik Arnold Hamilkar Sørensen (12. juli 1864 i København – 16. januar 1944 sammesteds) var en dansk xylograf, bror til Louis Sørensen.
Sørensen var søn af stillingskommissær, senere distriktsforstander, kancelliråd Henrik Sørensen (1827-1913) og Anna Helene Elisabeth Nissen (1825-1896). Han blev konfirmeret 1879 og blev dernæst uddannet som xylograf hos H.P. Hansen, på Det tekniske Selskabs Skole og på Kunstakademiet. 1888 drog han på et legat fra Den Reiersenske Fond til Paris og arbejdede her hos Tilly og længst hos Rousseau, der nærmest må betegnes som hans læremester i det tonede snit, der blev hans speciale, ligesom det også var broderens.
Modsat broderen vendte Henrik Sørensen hjem til Danmark i 1893 og arbejdede navnlig for Det Schubotheske Forlag, der efter fransk forbillede havde påbegyndt et med træsnit illustreret miniaturebibliotek. Hertil har Sørensen skåret de fleste af Frants Henningsens tegninger til En dansk Students Eventyr og efter P.S. Krøyers tegninger portrætter af Holger Drachmann, Karl Gjellerup og Erik Skram. Til verdensudgaven af H.C. Andersens eventyr har han for Ernst Bojesens Forlag skåret en række af træsnittene, således det store portræt af digteren efter fotografi og efter Hans Tegners tegninger billeder til "De vilde Svaner", "Snedronningen", "Hyldemor" og "Stormen flytter Skilte".
Fra 1896 til 1900 opholdt Sørensen sig igen i Paris, men levede siden i København, hvor han en kortere tid var lærer i xylografi på Kunstakademiets grafiske skole. Han udstillede træsnit såvel på Charlottenborg Forårsudstilling som på Salonen i Paris.
Han er begravet på Vestre Kirkegård. Sørensen er repræsenteret i Kobberstiksamlingen.

## Værker
Bogillustrationer:
- Poul Martin Møller: En dansk Students Eventyr, 1896 (efter Frants Henningsens forlæg)
- Verdensudgaven af H.C. Andersens Eventyr, 1900 (bl.a. efter forlæg af Hans Tegner)

Portrætter:
- Efter forlæg af P.S. Krøyer for Det Schubotheske Forlag, udstillet 1902: Holger Drachmann, Karl Gjellerup og Erik Skram